# 팔봉산 (서산)
팔봉산(八峯山)은 충청남도 서산시 팔봉면 어송리와 양길리, 금학리에 걸쳐 팔봉면 중앙에 솟아 잇있는 한국의 화강암 산이다. 팔봉산 명칭의 유래는 여덟 개의 산봉우리가 줄지어 있는데서 유래되었다. 팔봉산에서 가장 높은 봉우리는 8봉 중 3봉이며 높이가 362m이다. 팔봉산의 전설에 의하면 봉우리가 9개인데, 제일 작아 봉을 제외하여 이름이 팔봉산이 되었다 하며 가장 작은 봉우리가 자기를 넣지 않았다 하여 매년 12월 말이면 울었다는 전설이 전해진다.

## 팔봉산에 관한 기록
팔봉산에 관한 기록은 호산록에서 처음 찾아 볼 수 있다. 호산록 기록에 따르면 '여덟 봉우리가 산 위에 나열되어 있으므로 팔봉산이라고 한다. 그 가운데 첫째 봉우리는 운암사 뒤에 있는데 가장 우뚝하며 3면이 모두 석벽이고 창암절벽이어서 날아다니는 새가 아니고서는 능히 올라갈 수가 없다. 그 일면에는 가느다란 길이 돌 위에 얽히어 돌고 있어서 겨우 사람만 다니는 통로가 된다. 봉우리 안쪽은 평탄하고 광활하여 가히 백사람을 수용할 수가 있다. 사람들에게서 구전으로 전해오기를 옛날에 은산 이문이라는 강도가 있어서 부하 백여 명을 거느리고 이 봉우리 안으로 들어와서 점거하고 굴을 만든 다음 평민을 갈취하고 살해했다고 한다. 당시에 병사가 이를 듣고 도적이 숨어있는 곳을 찾아 잡으려고 많은 군사를 풀어 세겹으로 포휘하여 수비하니 도적이 굶주려 죽기도 하고 굴 속에서 나오지 못했다. 그러나 봉우리뒤쪽 창암절벽은 수비하지 못하였으므로 남은 도적이 밤에 수비하지 않음을 알고 굴 속에서 나와 도망쳤다고 한다.'라고 기록되어 있다.

## 지질
팔봉산의 화강암은 중생대 쥐라기 흑운모 화강암에 해당하며 이 화강암은 서산시에 넓은 평야 지형을 형성한다. 

## 문화유적
- 경수암지
- 운암사지

## 전설
- 팔봉산과 비를 내리게 한 고경명 현감[3]

## 식생
팔봉산 입구에는 주엽나무가 자생하고 있으며 주변 담벽에는 거미고사리가 자라고 있다. 팔봉산 능선부에는 횐산철쭉이 40~50m의 넓이로 집중 형성하여 자라고 있으며 그주변에는 운향과 백선이 자라고 있다.

## 같이 보기
- 한국의 산
- 팔봉산 감자축제
- 서산시의 지질
- 한국의 화강암